# 赫色美洲鱥
赫色美洲鱥（學名：Notropis rubricroceus），為輻鰭魚綱鯉形目雅羅魚科的其中一種，分布於北美洲美國維吉尼亞州、北卡羅萊那州與田納西州的田納西河流域，本魚呈長橢圓形且側扁，眼大、口近下位，身體後半部有深色側條紋，橄欖色背部，銀色側面，白色腹部，除尾鰭上有黑色斑紋外，各鰭呈淡色，繁殖中的雄魚呈鮮紅色，側面有藍色條紋，體長可達8.4公分，棲息在水質清澈、岩石底質的溪流，屬雜食性，以昆蟲、藻類等為食。